# Hergiswil
Hergiswil es una comuna suiza del cantón de Nidwalden, ubicada al extremo occidente del cantón, en la rivera izquierda del lago de los Cuatro Cantones. Esta comuna es casi un enclave entre los cantones de Lucerna y Obwalden. Limita al norte con Kriens (LU) y Horw (LU), al este con Stansstad, al sur con Alpnach (OW), y al oeste con Schwarzenberg (LU).
La localidad de Matterboden también hace parte del territorio comunal.
Tiene una población de 5300 personas, de las cuales el 12.5% es de nacionalidad extranjera (2002). Hay 460 negocios locales que emplean a 2400 personas. El 4% de estos están en el sector agrícola, el 21% en industria y comercio, y el 74% en servicios.

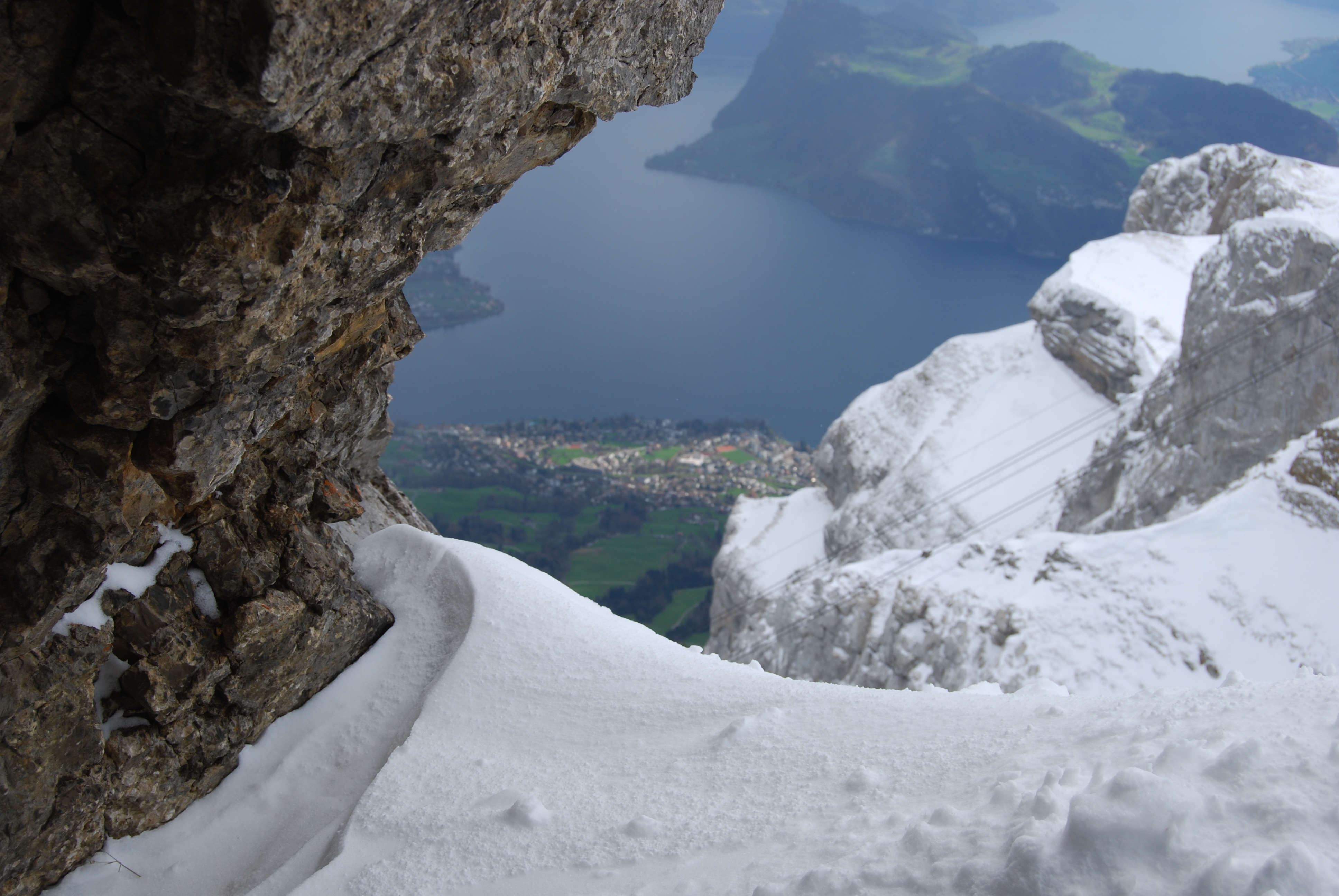
Hergiswil da Pilatus